# هيلموند
هيلموند Helmond  بلدية وبلدة بمقاطعة شمال برابنت، جنوبي هولندا.

## طوبوغرافيا
خريطة طوبوغرافية هولندية لبلدية هيلموند، يونيو 2015، (تقرأ بعد ثلاث نقرات على الخريطة).

## معرض صور

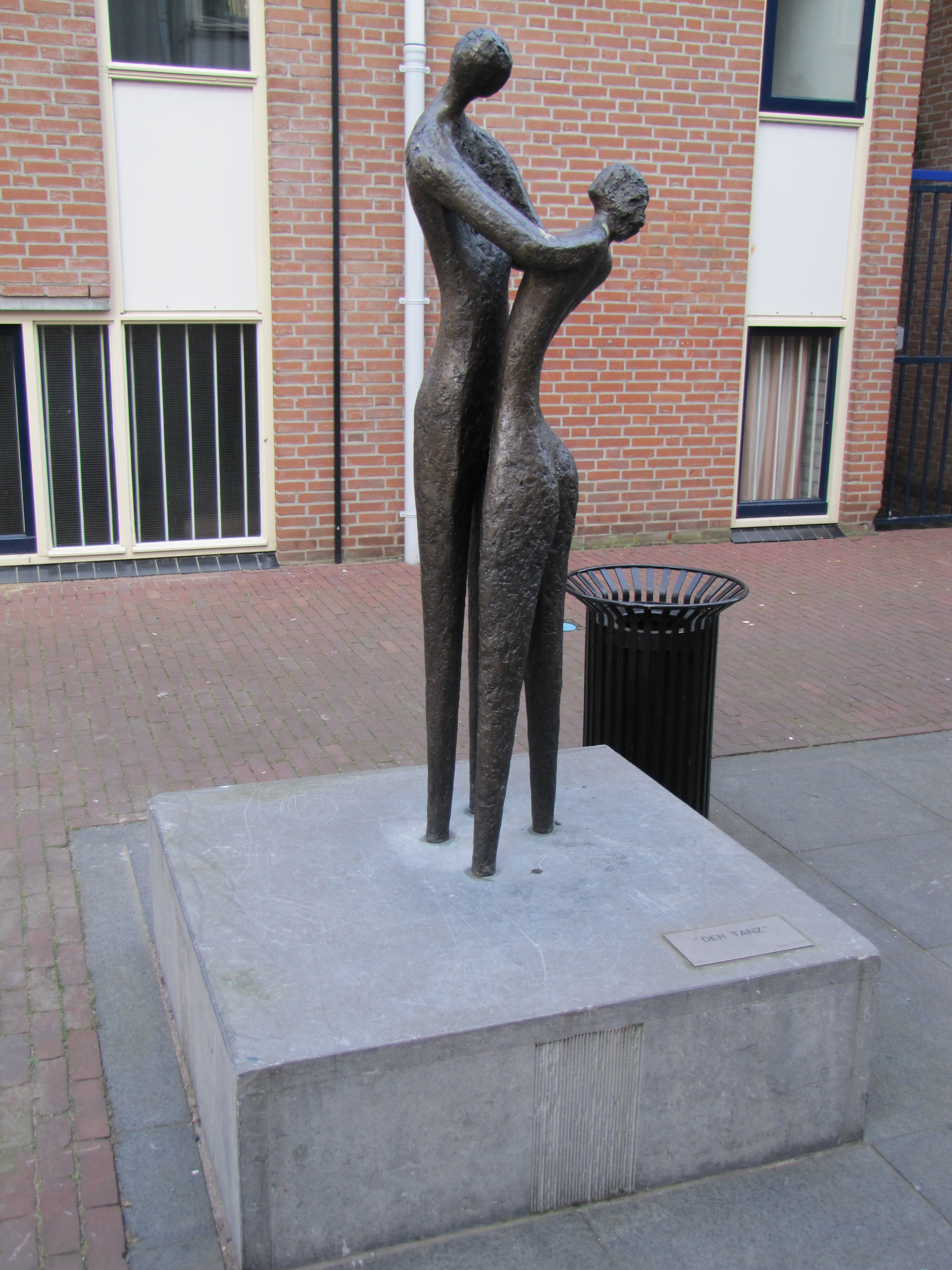
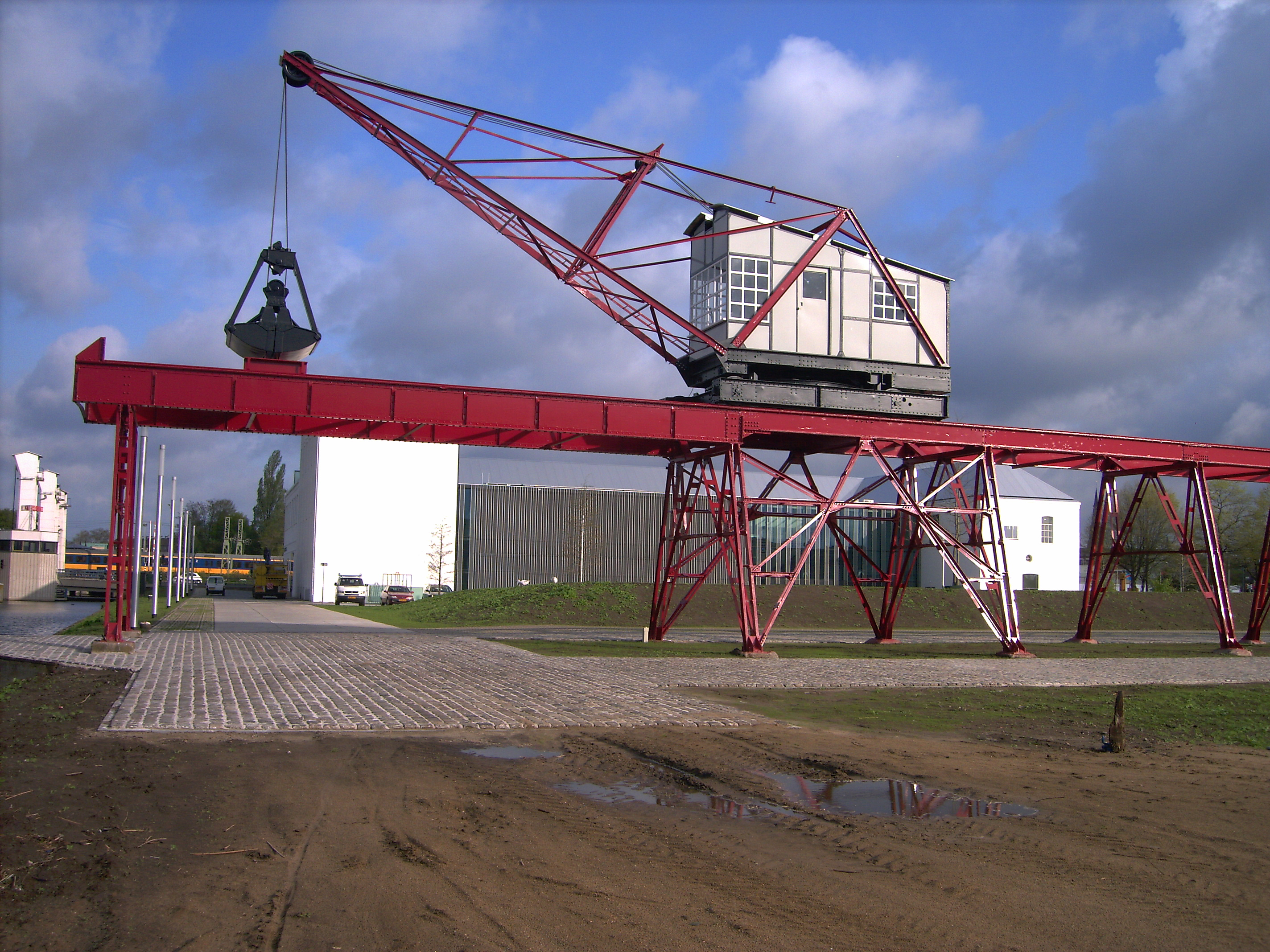
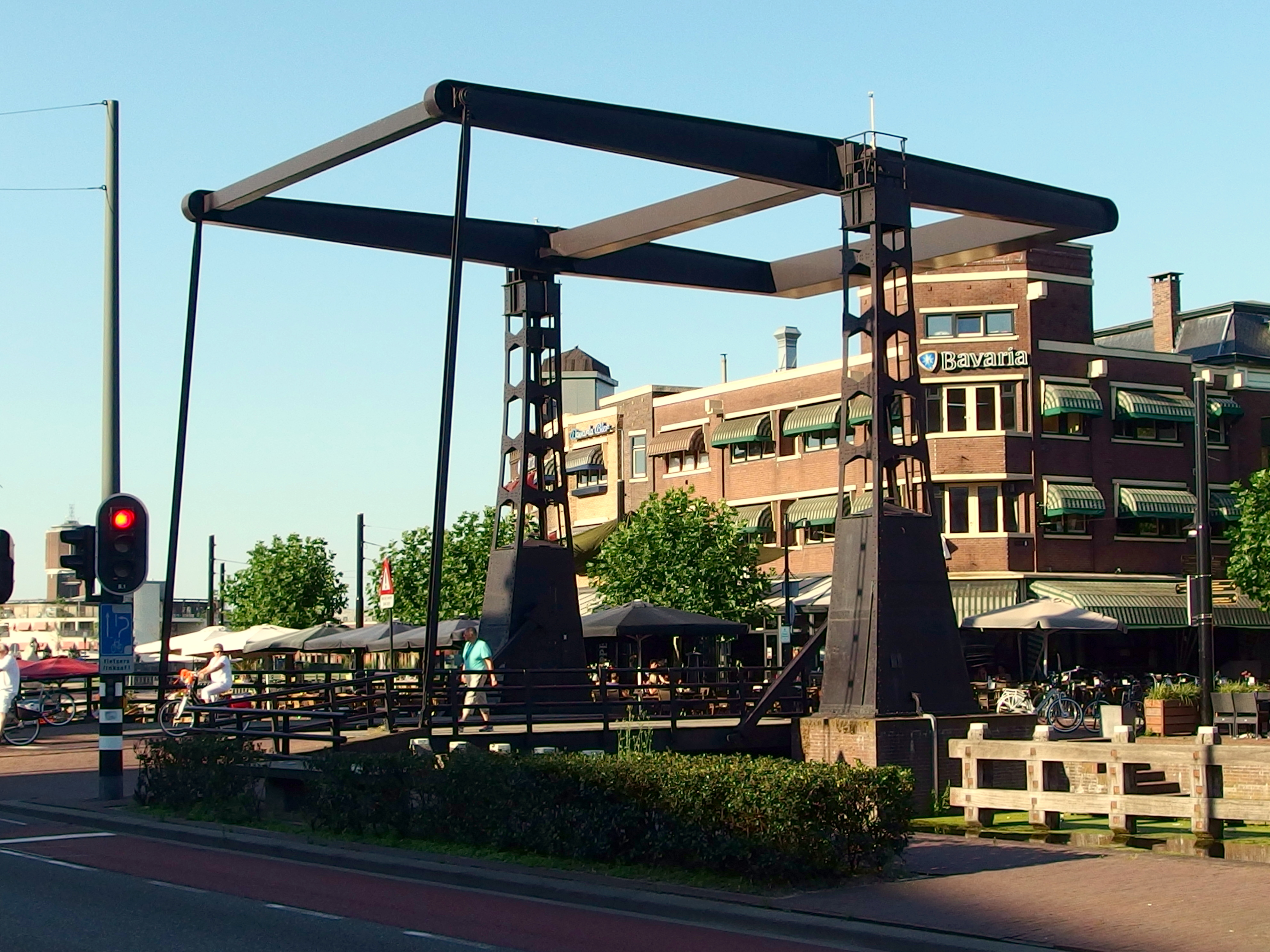
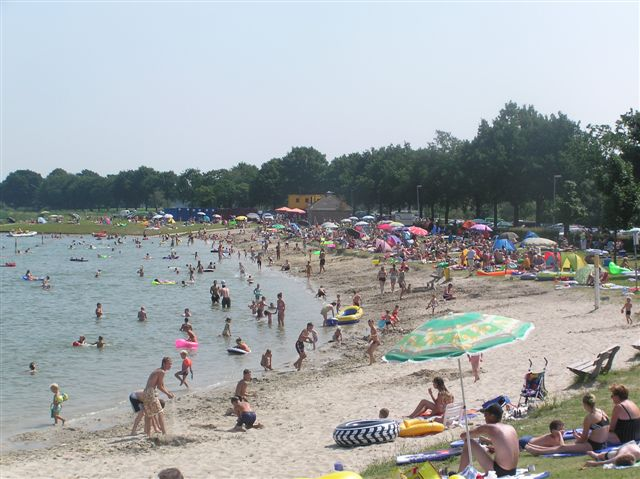

## توأمة
لهيلموند اتفاقيات توأمة مع كل من:
- جلونا غورا
- ميشيلين

## أعلام
- ريني فان دي كركوف
- جيمي روزنبرغ
- ويلي فان دي كركوف
- بيري فان أريل
- كارينا يموان